# Сундэ

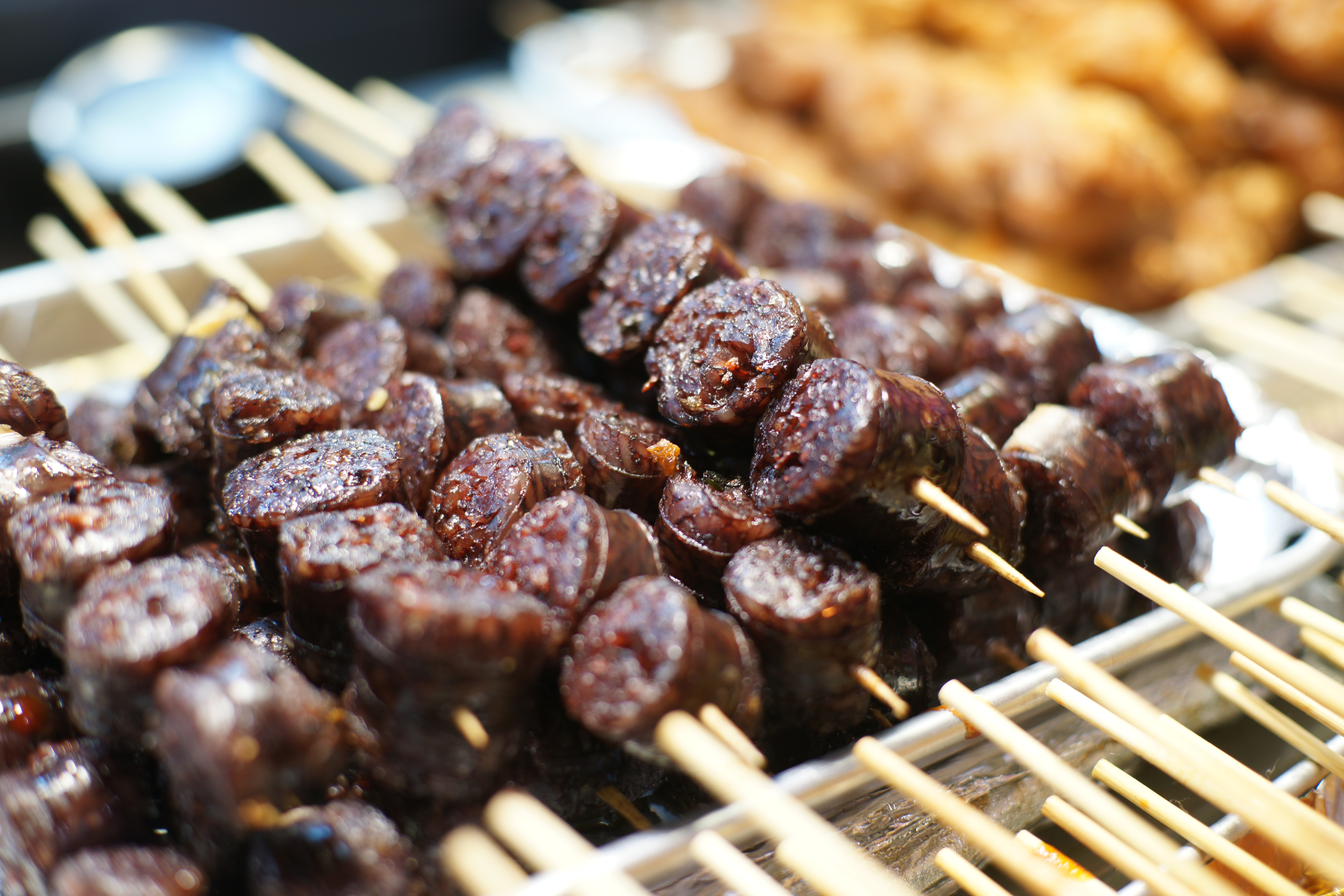

Сундэ (кор. 순대) — блюдо корейской кухни, получаемое путём варки или парения коровьего или свиного кишечника, который предварительно фаршируется различными ингредиентами. Сундэ, таким образом, представляет собой своего рода кровяную колбасу и, как считается, может употребляться в пищу в течение довольно длительного времени. Рецепты приготовления сундэ можно найти в кулинарных книгах династии Чосон, опубликованных в XIX веке. Также сундэ может готовиться из морепродуктов — например, из кальмаров или минтая.
Наиболее распространённой основой для сундэ является свиной кишечник, который фаршируется местной лапшой, ячменём и свиной кровью, хотя в качестве начинки могут также выступать листья периллы, зелёный лук, ферментированная соевая паста (твенджан), клейкий рис, кимчхи и соя. Блюдо является популярной уличной закуской как в Южной, так и в Северной Корее. В одном из районов Сеула есть местность, неофициально именуемая «городом сундэ», где располагается множество ресторанов, специализирующихся на приготовлении именно этого блюда.